# 陈化鲲
陈化鲲，浙江山阴（今浙江绍兴）人，是一名清朝政治人物。
陈化鲲曾于1861年接替顾思贤任奉贤县知县一职，1862年由杨博接任。